# Moges Kebede
Moges Kebede, cunoscut și ca Moges Kebede Damte sau Moges Damte, este un editor și scriitor etiopian. El este cel care conduce Mestawet Ethiopian Newspaper, revistă lunară pentru comunitatea imigranților etiopieni din Statele Unite.